# Ipiaçu
Ipiaçu é um município brasileiro do estado de Minas Gerais. Sua população estimada em 2024 era de 6.871 habitantes.